# Отчаяние (фильм)
«Отчаяние» (другое название — «Путешествие в свет») — художественный фильм режиссёра Райнера Вернера Фассбиндера, снятый в 1978 году по одноимённому роману Владимира Набокова. Фильм посвящён Антонену Арто, Винсенту ван Гогу, Унике Цюрн. Снят на английском языке.
Лента принимала участие в конкурсной программе Каннского кинофестиваля, а также удостоилась трёх премий Deutscher Filmpreis — за лучшую режиссуру, операторскую работу и работу художника-постановщика.

## Сюжет
Герман (Дирк Богард), русский эмигрант, владеет в Берлине начала тридцатых годов небольшой шоколадной фабрикой. Он женат на Лидии (Андреа Ферреоль), чуть глуповатой толстушке, а та поддерживает отношения со своим кузеном Ардалионом (Фолькер Шпенглер), вечно пьяным художником, у которого никогда не бывает денег. Герману кажется, что за ним наблюдает двойник, который преследует его на каждом шагу, особенно когда он занимается любовью со своей женой. Однажды он знакомится с безработным актёром Феликсом Вебером (Клаус Лёвич), которого принимает за своего двойника, и пытается навязать тому свой план: они должны поменяться ролями. Герман якобы хочет, чтобы его видели одновременно в двух разных местах. Феликс, которому обещано вознаграждение в размере 1000 марок, принимает это предложение. Но после того как они обменялись одеждой, Герман убивает своего предполагаемого двойника. Он бежит в Швейцарию и под именем Феликса Вебера хочет начать новую жизнь. Но так как мужчины совсем не похожи друг на друга, Германа вскоре арестовывает полиция.

## В ролях
- Дирк Богард — русский эмигрант Герман
- Андреа Ферреоль — Лидия
- Фолькер Шпенглер — Ардалион
- Клаус Лёвич — Феликс Вебер
- Армин Майер — Сильвермен / сержант Браун
- Петер Керн — Мюллер
- Адриан Ховен — инспектор Шеллинг
- Александр Аллерсон — Майер
- Рогер Фриц — инспектор Браун
- Готфрид Йон — Перебродов